# Tondibiah (Dorf)
Tondibiah (auch: Tondibia) ist ein Dorf im Arrondissement Niamey I der Stadt Niamey in Niger.

## Geographie

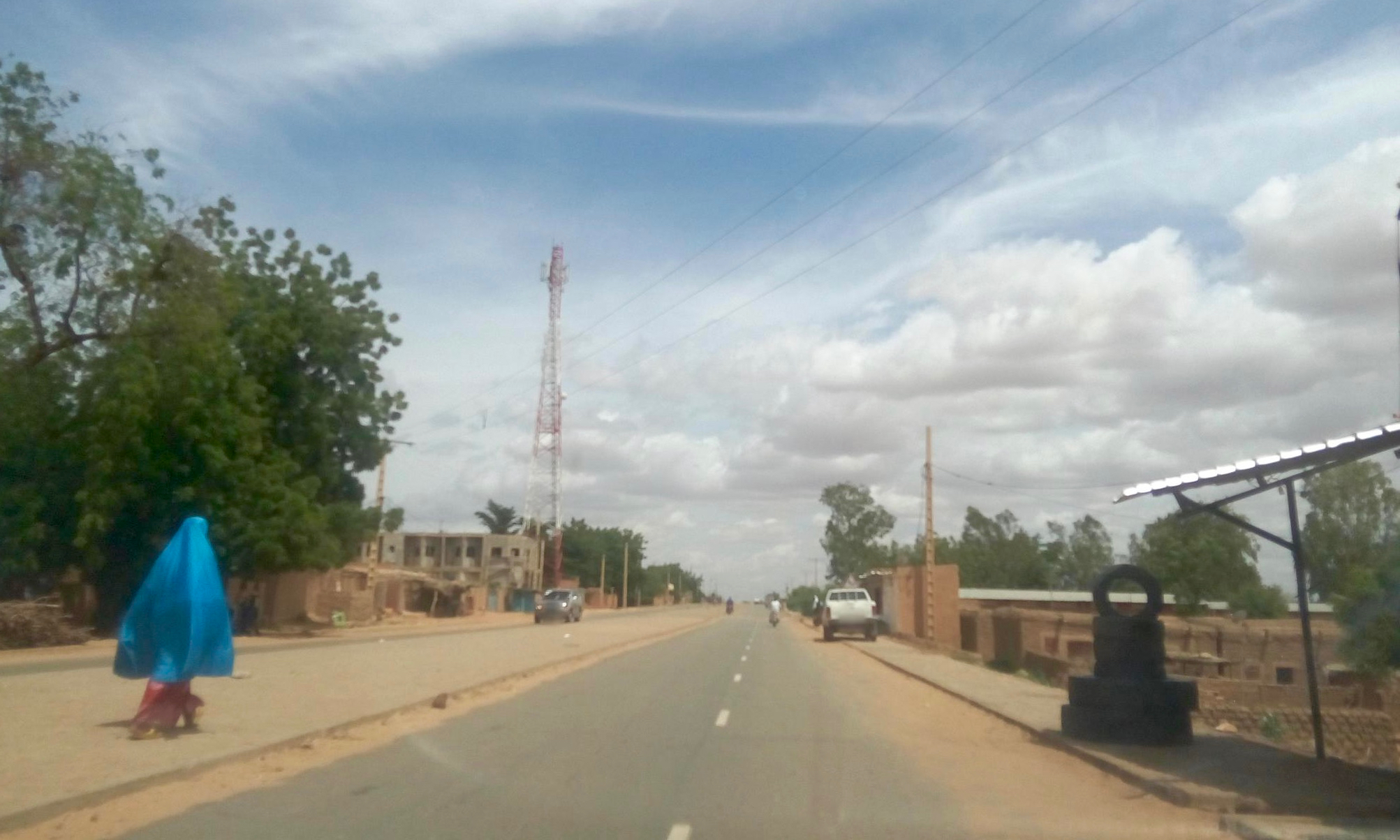
Hauptstraße in Tondibiah (2018)

Das von einem traditionellen Ortsvorsteher (chef traditionnel) geleitete Dorf liegt am Fluss Niger im Westen des ländlichen Gebiets von Niamey I. Zu den umliegenden Siedlungen zählen das Dorf Soudouré im Nordwesten und das Dorf Gabou Goura im Südosten.

## Geschichte
Beim Dorf wurde 1939/1940 das gleichnamige Militärlager Tondibiah geschaffen, in dem sich ein Ausbildungszentrum der Streitkräfte Nigers befindet.

## Bevölkerung

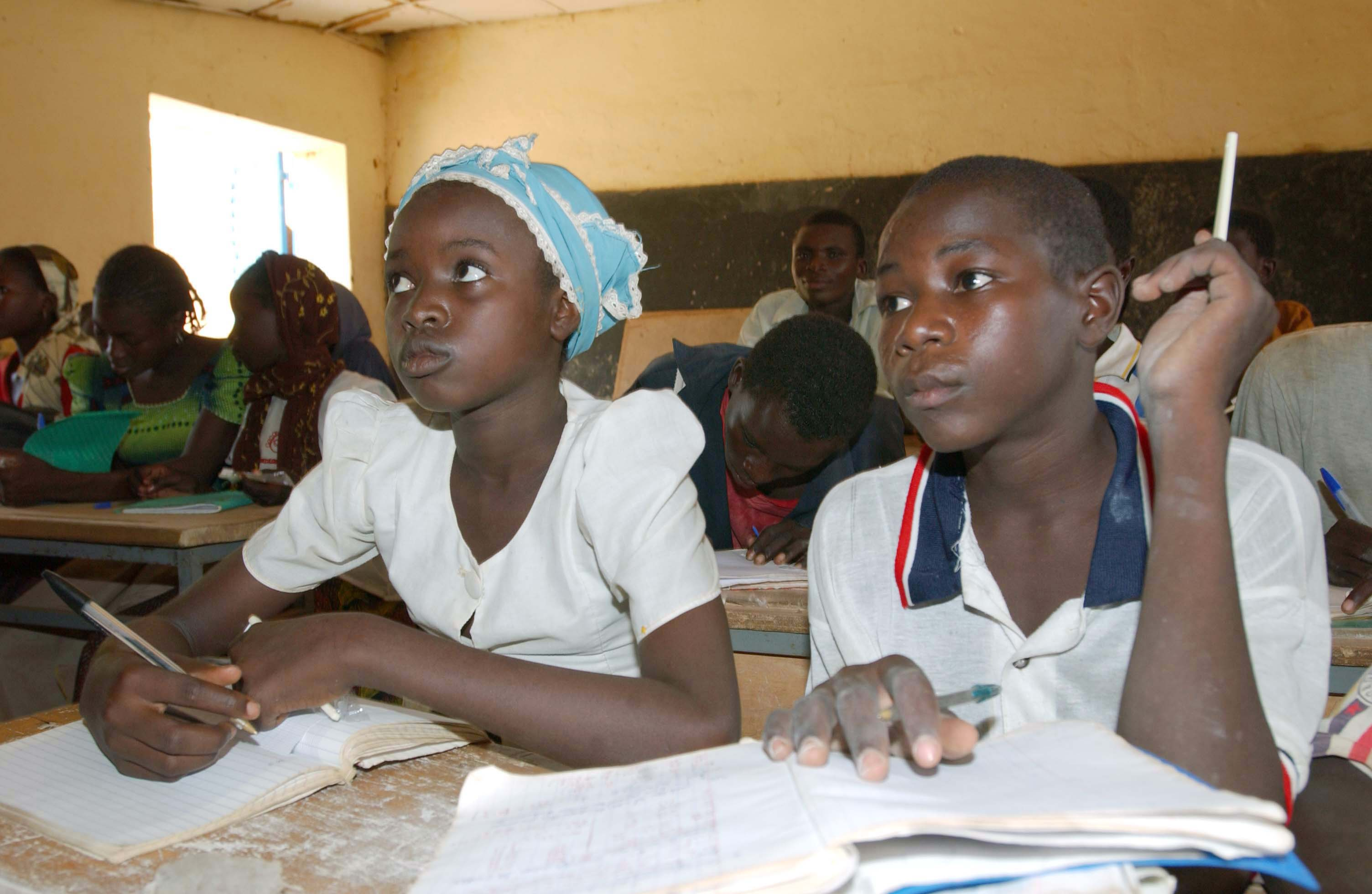
Eine Schulklasse in der Nähe des Militärlagers Tondibiah (2004)

Bei der Volkszählung 2012 hatte Tondibiah 2539 Einwohner, die in 328 Haushalten lebten. Bei der Volkszählung 2001 betrug die Einwohnerzahl 2376 in 303 Haushalten und bei der Volkszählung 1988 belief sich die Einwohnerzahl auf 1634 in 238 Haushalten.

## Wirtschaft und Infrastruktur
Die öffentliche Grundschule Ecole primaire de Tondibiah wurde 1966 gegründet. In Tondibiah ist mit einem Centre de Santé Intégré (CSI) ein Gesundheitszentrum vorhanden. Im Dorf werden Perlhühner gezüchtet. Von 2013 bis 2015 wurde eine 18 Kilometer lange vierspurige Straße errichtet, die von Goudel über Tondibiah nach Tondi Koirey verläuft.